# Latijns-Amerikaanse schuldencrisis
De Latijns-Amerikaanse schuldencrisis (Spaans: Crisis de la deuda externa of simpelweg La Crisis, Portugees: Crise da dívida externa) is een periode in de geschiedenis van Latijns-Amerika waarin de meeste landen in die regio in een economische crisis terechtkwamen nadat zij hun buitenlandse schulden niet meer konden betalen. De crisis begon in 1982 en duurde de hele jaren 1980, in Latijns-Amerika bekend als het verloren decennium (Década perdida), door. Hoewel de meeste landen economisch hersteld zijn, zijn de schulden nog steeds een punt van zorg in de Latijns-Amerikaanse politiek.

## Oorzaken
In de jaren 1960 en 1970 leenden veel Latijns-Amerikaanse landen, voornamelijk Brazilië, Argentinië en Mexico, grote hoeveelheden geld van internationale crediteuren teneinde de industrialisatie te bevorderen, voornamelijk in de vorm van verbetering van de infrastructuur. Deze landen hadden destijds snelgroeiende economieën, zodat crediteurs hen graag geld leenden.
Toen in de jaren 1970 de olieprijzen fors stegen, raakte de wereldeconomie in een recessie. De crisis en de bijbehorende sterk groeiende inflatie hadden op de Latijns-Amerikaanse landen echter minder invloed. Zij waren gewend aan hoge inflatie en aangezien de reële rente hierdoor negatief was, was het zelfs aantrekkelijk om veel te lenen. Landen die aardolie produceerden, in het geval van de Organisatie van olie-exporterende landen (OPEC), investeerden een groot deel van hun geld in internationale banken, die een groot deel daarvan recycleerden als leningen aan Latijns-Amerikaanse landen. De economische groei zwakte dan ook niet af. Tussen 1975 en 1982 groeide de schuld van Latijns-Amerikaanse landen aan commerciële banken jaarlijks 20,4%, waarmee de externe schuld toenam van US$75 miljard in 1975 tot US$ 315 miljard in 1983, oftewel de helft van het bruto nationaal product van de regio.
Eind jaren 1970 veranderde het monetaire beleid van de OECD-landen echter. De Federal Reserve zette de eerste stap om de inflatie bestreden door de rente drastisch te verhogen (de Volckerschok), waardoor de reële rente steeg van 8,7% in 1977–80 naar 16% in 1981–83. Daarmee werd het voor de landen steeds moeilijker om hun schulden terug te betalen.

## Crisis en gevolgen
| Land       | Inflatie | Periode   |
| ---------- | -------- | --------- |
| Argentinië | 257%     | 1978-1987 |
| Bolivia    | 602%     | 1978-1987 |
| Brazilië   | 166%     | 1978-1987 |
| Mexico     | 3710%    | 1982-1988 |
| Peru       | 2776%    | 1985-1990 |

Hoewel deze gevaarlijke toename van buitenlandse schuld over een tijdspanne van enkele jaren plaatsvond, begon de schuldencrisis toen de internationale kapitaalmarkt in de gaten kreeg dat Latijns-Amerika zijn schulden niet zou kunnen betalen. Dit gebeurde in augustus 1982 toen de Mexicaanse minister van financiën Jesús Silva Herzog Flores bekendmaakte dat zijn land niet langer aan zijn betalingsverplichtingen kon voldoen. Na deze verklaring staakten of verminderden veel banken hun leningen aan Latijns-Amerika en aangezien veel van Latijns-Amerika's leningen kortetermijnleningen waren ontstonden er direct liquiditeitsproblemen voor de regeringen in de regio. Miljarden dollars aan leningen die voorheen uitgesteld konden worden door nieuwe leningen moesten nu onmiddellijk betaald worden.
Als reactie op de crisis verlieten de meeste landen hun model van importsubstitutie-industrialisatie en stapten over op een op export gerichte industrialisatiestrategie, gebruikmakend van de neoliberale modellen die werden gepromoot door het Internationaal Monetair Fonds (IMF). Desalniettemin waren er enkele uitzonderingen, waaronder Costa Rica en Chili, die meer reformistische strategieën kozen. Een enorme kapitaalvlucht, met name richting de Verenigde Staten, zorgde voor een daling van de wisselkoersen, waardoor de relatieve rente nog eens versterkt werd. Het BNP van Latijns-Amerika nam tussen 1980 en 1985 met slechts 2,3% toe, maar door de toename van de bevolking daalde het BNP per hoofd van de bevolking met bijna 9%.
De economische crisis was een van de oorzaken van de val van de dictaturen in de regio, waaronder de Argentijnse junta na de Falklands oorlog in 1982 en het militaire bewind in Brazilië in 1985. De Chileense dictatuur van Augusto Pinochet hield echter stand tot 1990.

## Huidige schulden
Vanaf begin jaren 1990 begonnen de Latijns-Amerikaanse economieën zich sterk te ontwikkelen, hoewel sommige landen,  waaronder Mexico in 1994 en Argentinië in 1999 en 2018, opnieuw getroffen werden door economische inzinkingen. De totale Latijns-Amerikaanse buitenlandse schuld bedroeg in 2004 bijna drie biljoen dollar. De volgende tabel is gebaseerd op schattingen uit The World Factbook:
| Land                   | Externe schuld (miljoen US$) | Datum            |
| ---------------------- | ---------------------------- | ---------------- |
| Brazilië               | 211.400                      | 30 juni 2005     |
| Mexico                 | 174.300                      | 30 juni 2005     |
| Argentinië             | 119.000                      | juni 2005        |
| Chili                  | 44,800                       | 31 oktober 2005  |
| Venezuela              | 39.790                       | 2005             |
| Colombia               | 37.060                       | 30 juni 2005     |
| Peru                   | 30.180                       | 30 juni 2005     |
| Ecuador                | 17.010                       | 31 december 2004 |
| Cuba                   | 13.100                       | 2005             |
| Uruguay                | 9.931                        | 30 juni 2005     |
| Panama                 | 9.859                        | 2005             |
| El Salvador            | 8.273                        | 30 juni          |
| Dominicaanse Republiek | 7.907                        | 2005             |
| Bolivia                | 6.430                        | 2005             |
| Guatemala              | 5.503                        | 2005             |
| Honduras               | 4.675                        | 2005             |
| Nicaragua              | 4.054                        | 2005             |
| Costa Rica             | 3.633                        | 30 juni 2005     |
| Paraguay               | 3.535                        | 2005             |